# La Méaugon
La Méaugon (bretonisch: Lanvealgon) ist eine französische Gemeinde mit 1.326 Einwohnern (Stand: 1. Januar 2022) im Département Côtes-d’Armor in der Region Bretagne.

## Geographie
Umgeben wird La Méaugon von der Gemeinde Trémuson im Norden, von Saint-Brieuc im Osten, von Saint-Julien im Süden und von Boqueho im Westen.

## Bevölkerungsentwicklung
| 1962 | 1968 | 1975 | 1982 | 1990 | 1999 | 2008 | 2012 |
| 547  | 550  | 572  | 785  | 993  | 1122 | 1295 | 1295 |